# Perkinsidae
Perkinsidae è una famiglia di alveolati all'interno del phylum Perkinsozoa, un gruppo affine ai dinoflagellati.
Comprende le specie di Perkinsus, che sono protozoi parassiti, alcuni dei quali sono causa di malattie e morti su larga scala in popolazioni selvatiche e d'allevamento di molluschi come le ostriche.

## Descrizione
I Perkinsidae possiedono plastidi che non contengono DNA.

## Tassonomia
La famiglia contiene due generi:
- Parvilucifera, un genere consistente in 3 specie[3]
- Perkinsus, un genere consistente in 7-8 specie.